# Éditions Cabédita
Les Éditions Cabédita sont une maison d'édition suisse fondée en 1988 par Éric Caboussat à Morges.

## Présentation
Les Éditions Cabédita ont été fondées en 1988 par Éric Caboussat. Leur créneau éditorial est lié à la sauvegarde de la mémoire, de l'histoire, du patrimoine et des traditions de Suisse romande mais aussi de France (Franche-Comté, Alsace et Rhône-Alpes). Une collection spiritualité complète le catalogue. Les 30 à 35 titres annuels publiés totalisent environ la vente de quelque 30 000 livres.
Les Éditions Cabédita créent et organisent de nombreuses manifestations : conférences, expositions, journées d’études publiques,. Elles apportent également leur collaboration à la direction du Salon du livre de Genève. 
Les Éditions Cabédita installées à Bière sont une société autonome au sein du groupe Slatkine depuis janvier 2016. La direction en est assumée par Valérie Caboussat et la politique éditoriale par Éric Caboussat. Ils sont secondés dans leurs travaux par une secrétaire et trois correctrices. Un comité de lecture apporte son soutien critique. 

## Collections
- Archives vivantes 
  - histoire générale
  - romans historiques
  - mémoire au féminin
  - des hommes et des lieux
  - légendes
- Regard et Connaissance
  - savoir-faire
  - guides
  - découvertes
- Militaria
  - histoire militaire
- Sites et Villages
  - monographies de communes, de régions ou de quartiers
- Archives sportives 
  - histoire du sport et des institutions sportives
- Archives gourmandes
  - mémoire et traditions du savoir-faire de la table, des vins et de la cuisine
- Espace et Horizon
  - textes de fiction
- Archives vivantes jeunesse
  - BD historiques, dont les livres favorisent la découverte de l'histoire aux enfants dès 10 ans
- Parole en liberté
  - éveil à la spiritualité[5].